# Rudolf von Zamory
Rudolf Franz Paul von Zamory (* 1. Mai 1812 in Gotzkau, Kreis Schlochau; † 30. Juni 1890 in Berlin) war ein preußischer Generalmajor.

## Leben

### Herkunft
Rudolf war Angehöriger des Adelsgeschlechts von Zamory. Seine Eltern waren der preußische Major Friedrich Otto von Zamory (1771–1845) und dessen Ehefrau Henriette, geborene von Vangerow (1783–1844), geschieden von Georg Friedrich von Pirch († 1832).

### Militärkarriere
Nach dem Besuch der Kadettenhäuser in Kulm und Berlin trat Zamory am 29. Juli 1829 als Portepeefähnrich in das 37. Infanterie-Regiment (5. Reserve-Regiment) der Preußischen Armee in Thorn ein. Bis Mitte März 1830 avancierte er zum Sekondeleutnant und war ab Oktober 1839 auf ein Jahr zur Dienstleistung bei der 8. Artillerie-Brigade kommandiert. Vom 6. Februar 1842 bis zum 20. März 1843 folgte ein Kommandierung als Adjutant und Rechnungsführer beim Landwehr-Bataillon seines Stammregiments. Am 22. Juli 1842 wurde Zamory Premierleutnant und am 23. September 1847 stieg er zum Hauptmann und Kompaniechef auf. Unter Beförderung zum Major kam er am 15. September 1855 als Kommandeur des III. Bataillon im 13. Landwehr-Regiment nach Warendorf. Daran schloss sich ab dem 23. November 1858 eine Verwendung als Kommandeur des II. Bataillons im 35. Infanterie-Regiment (3. Reserve-Regiment) in Luxemburg sowie am 1. Juli 1860 seine Beförderung zum Oberstleutnant an. Unter Stellung à la suite beauftragte man Zamory am 25. August 1860 zunächst mit der Führung des ebenfalls in Luxemburg stationierten Magdeburgischen Infanterie-Regiments Nr. 36 und ernannte ihn am 14. September 1860 zum Regimentskommandeur. Er erhielt am 20. September 1861 den Roten Adlerorden III. Klasse mit Schleife und am 18. Oktober 1861 aus Anlass der Krönungsfeierlichkeiten von König Wilhelm I. die Beförderung zum Oberst. Nach Verlegung des Regiments in seine neue Garnison in Halle (Saale) wurde Zamory mit dem Ehrenkreuz von Schwarzburg I. Klasse ausgezeichnet und er am 16. September 1862 mit der Berechtigung zum Tragen seiner Uniform aus dem Dienst verabschiedet.
Aus Anlass des Deutschen Krieges wurde Zamory am 20. Mai 1866 zur Disposition gestellt und für die Dauer der Mobilmachung bis zum 17. September 1866 als Kommandeur der stellvertretenden 29. Infanterie-Brigade verwendet. Am 3. Januar 1867 erhielt er den Charakter als Generalmajor. Auch für die Dauer des mobilen Verhältnisses anlässlich des Krieges gegen Frankreich wurde Zamory vom 18. Juli 1870 bis zum 27. Juli 1871 wieder verwendet. Dieses Mal als Kommandeur der stellvertretenden 6. Infanterie-Brigade. Für sein Wirken zeichnete man ihn am 3. August 1871 mit dem Kronen-Orden II. Klasse aus.
Er starb am 30. Juni 1890 in Berlin.

### Familie
Er heiratete am 28. Februar 1843 in Gnesen Christiane Schneider (1821–1899), eine Tochter des Sekretärs in der Kriegskanzlei Karl Schneider. Aus der Ehe gingen die Töchter Henriette (* 1844) und Maria (* 1847) sowie der Sohn Richard (1849–1850) hervor.